# HMS Chaser (D32)
Pour les autres navires du même nom, voir USS Breton.
L'USS Breton (CVE-10) (à l'origine AVG-10 puis plus tard ACV-10) est un porte-avions d'escorte de la classe Bogue transféré dans la Royal Navy en tant que porte-avions de la classe Attacker, où il est renommé HMS Chaser (D32).

## Conception et description
Le porte-avions a une longueur totale de 149,96 mètres, un faisceau de 31 mètres, tirant d'eau de 7,9 mètres et un déplacement de 14 170 tonnes. Il est propulsé par un arbre d'hélice, deux chaudières Foster Wheeler de 8 500 chevaux et une turbine à vapeur Allis-Chalmers, propulsant le navire à 18 nœuds (33 km/h). Transportant 3 160 tonnes de gasoil, le navire à une autonomie de 27 300 milles marins (50 600 km) à 11 nœuds (20 km/h). Son équipage est composé de 646 hommes.
Il est équipé d'un pont d'envol en bois recouvert de plaques d'acier doux de 134,7 x 24,38 mètres, de 3 brins d'arrêt et une catapulte H4C hydraulique. Les avions et les 44 600 gallons Avgas (Aviation Gasoline Spirit — essence pour avions) sont stockés dans un hangar de 79,87 x 18,89 x 5,48 mètres, composé également d'un ascenseur simple de 10,36 x 12,80 mètres. Le Chaser accueillait 12 à 22 avions en fonction des périodes, dont des Avenger, Fairey Swordfish, Sea Hurricane, Grumman F4F Wildcat et Supermarine Seafire.
Son armement comprend 2 canons de 5 pouces/38 calibres, de 4 pouces/50 calibres ou de 5 pouces/51 calibres, 4 mitrailleuses double 40 mm Bofors, 8 mitrailleuses double 20 mm Oerlikon et 10 mitrailleuses 20 mm Oerlikon.

## Historique

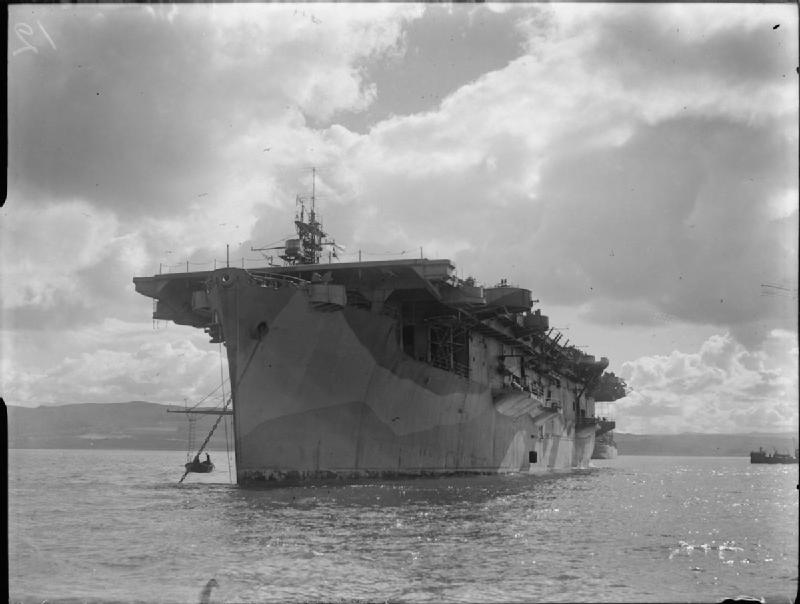
Le Chaser à l'ancrage à Greenock.

Sa quille est posée aux chantiers Ingalls Shipbuilding Corporation, à Pascagoula (États-Unis) le 28 juin 1941 sous le nom du navire marchand Mormacgulf. Acquis par l'US Navy en vertu du contrat de la United States Maritime Commission, il est converti en porte-avions d'escorte et lancé le 15 janvier 1942 sous le nom d'USS Breton. Le 9 avril 1943, dans le cadre du programme Prêt-Bail, le porte-avions est transféré à la Royal Navy et mis en service à Pascagoula avec comme nouveau nom HMS Chaser. 
Le 23 avril 1943, il arrive aux chantiers de Norfolk (Virginie) et le 21 mai, débutent les entraînements opérationnels dans la baie de Chesapeake. Un mois plus tard, le 23 juin, le Chaser embarque des Avenger du 845 Naval Air Squadron pour un transit vers la Grande-Bretagne en couvrant le convoi HX 245. Le navire arrive dans la Clyde le 6 juillet 1943, mais une explosion dans la chaufferie le lendemain l'oblige à rejoindre Rosyth pour y être réparé. 
Le 29 octobre 1943, le Chaser est affecté au Western Approaches Command, où débutent des entraînements avec les Swordfish et Hurricane du Sqn 835 de la Naval air station (en) (NAS), dans la Clyde. Un mois plus tard, des défauts sont rectifiés dans la Clyde.

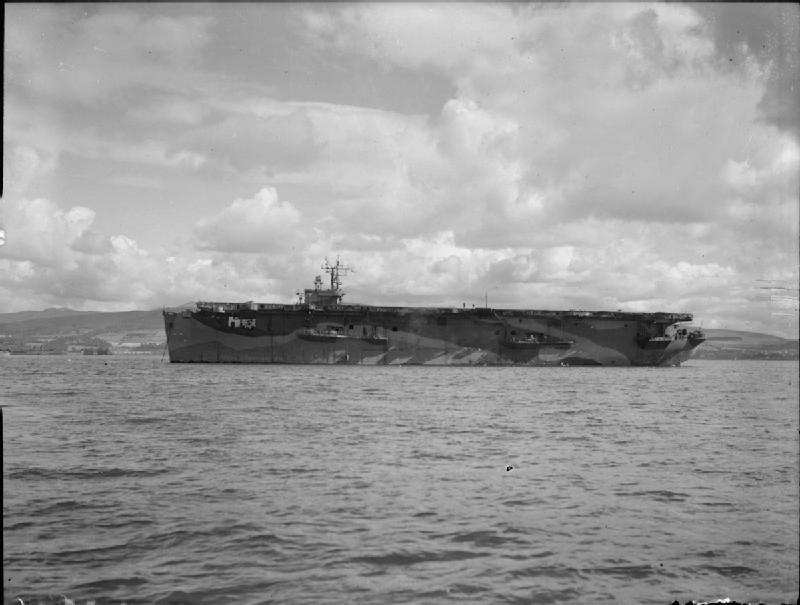
Le Chaser à l'ancrage durant la Seconde Guerre mondiale.

Le 21 février 1944 débute l'opération FX. Le Chaser appareille de Scapa Flow avec les Swordfish et Wildcat du Sqn 816 de la NAS pour couvrir le convoi JW 57 à destination du Nord de la Russie.
La mer est agitée avec des tempêtes de neige et les températures très basses entraînent des problèmes. Malgré cela, les Swordfish maintiennent leurs patrouilles anti-sous-marines. La quarantaine de navires marchands du convoi arrivent sans aucune perte à Mourmansk le 28 février 1944. Lors du retour le 2 mars, il escorte le convoi RA 57 depuis le Nord de la Russie, au cours duquel l'escorte navale et le Swordfish 'B' se partagent le naufrage de l'U-472, à 27 nautiques du convoi. Le 5 mars, le Swordfish 'F' coule l'U-366 avec des roquettes et le lendemain, le Swordfish" 'X' coule l'U-973 similairement. Le 13 mars 1944, il s'échoue à cause de son ancre mais est remorqué le lendemain, avant de rejoindre les chantiers navals de Rosyth pour des réparations le 18 mars. Ensuite, il va à Belfast pour être transformé en transporteur.
Le 4 février 1945, le porte-avions est transféré à la British Pacific Fleet comme transporteur. Il navigue dans le cadre de convoi à Gibraltar, puis par Suez, Aden, Cochin et à Colombo. En mai 1945, il arrive à Sydney, avant de repartir pour Leyte via Manus après avoir embarqué des avions. Deux semaines plus tard, il appareille de Leyte avec des avions de remplacement. En mai et août, il transfère à plusieurs reprises des appareils (Seafire, Hellcat, Firefly, Avenger et Corsair) pour la Task Force 57 (en). Le 3 octobre 1945, il est brièvement modifié à Sydney avant de rejoindre Surabaya en mars 1946. 
De retour dans l'US Navy le 12 mai 1946, il est vendu comme navire marchand sous le nom d'Aagtekerk le 20 décembre 1946. En 1967, il est renommé E Yung. Le navire fit naufrage le 4 décembre 1972 après un feu à bord. Il fut renfloué l'année suivante et démoli à Kaohsiung (Taïwan).